# Microsoft Online Services
Microsoft  Online Services é um serviço de acesso remoto à softwares da Microsoft hospedados nos servidores da própria Microsoft, sendo um sistema de software como serviço.

A suíte inclui Exchange Online, SharePoint Online, Office Communications Online, Microsoft Forefront, e Microsoft Office Live Meeting.

## Produtos individuais
- Dynamics CRM Online - a versão online de Microsoft Dynamics
- Exchange Hosted Services - versão hospedada do Microsoft Exchange Server
- Microsoft Office Live Meeting
- System Center Online Desktop Manager